# يجب تدمير قرطاج

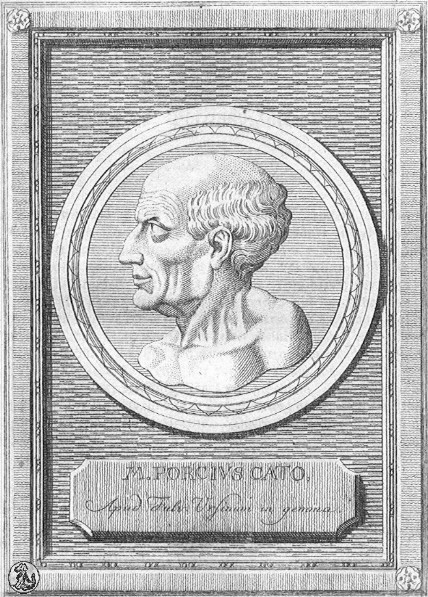
Cato the Censor (234–149 قبل الميلاد)، المدافع الأكثر ثباتًا في مجلس الشيوخ عن التدمير الكامل لقرطاج، والأكثر شهرة المرتبطة بالاستخدام المتكرر، داخل أو خارج سياقها الصحيح، لعبارة Delenda est Carthago

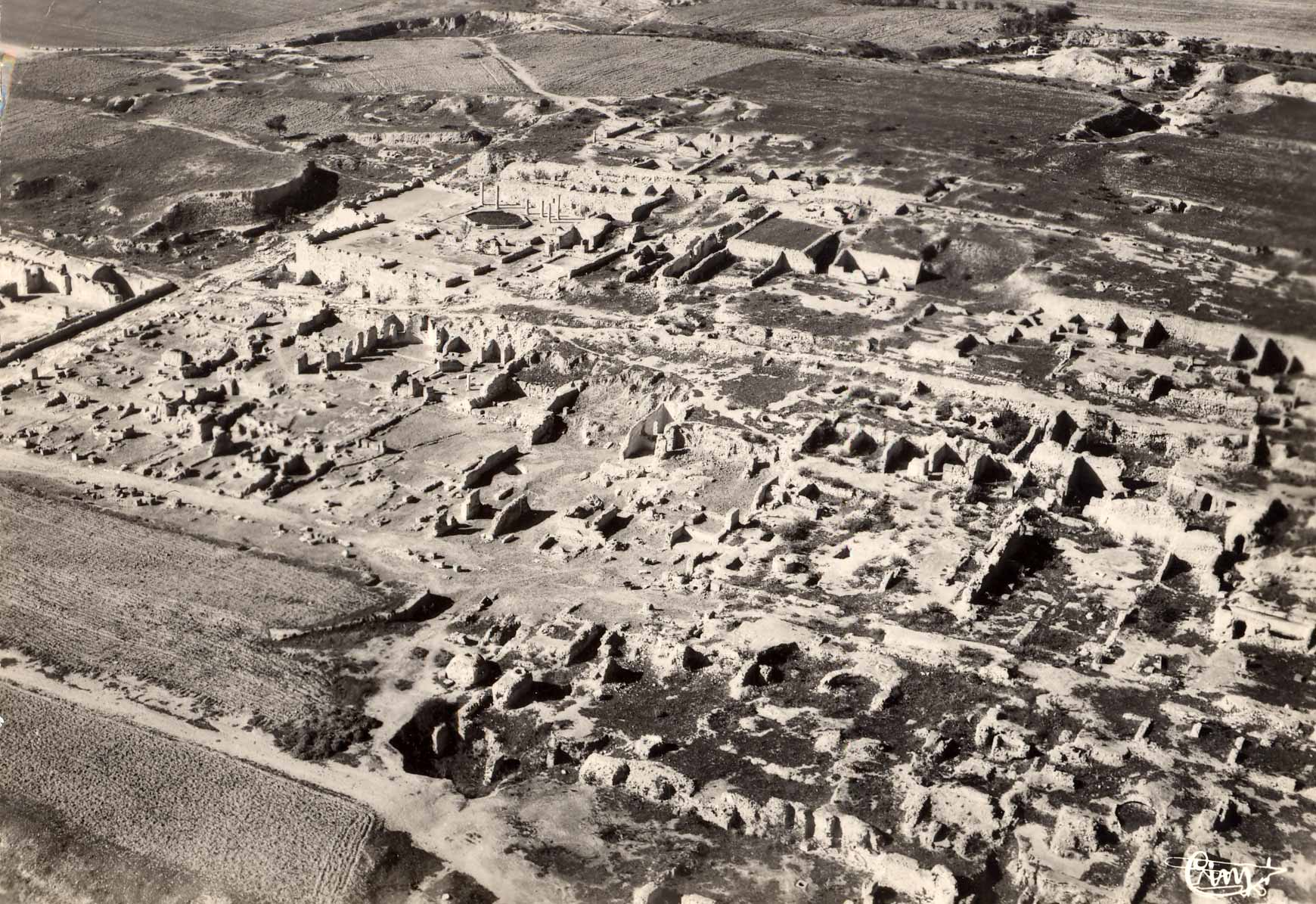
أطلال قرطاج

يجب تدمير قرطاج (باللاتينية: Carthago delenda est)‏ أو مطولة علاوة على ذلك، يجب تدمير قرطاج (باللاتينية: Ceterum autem censeo Carthaginem esse delendam)‏ هي عبارة خطابية لاتينية صرح بها كاتو الأكبر، وهو سياسي مشهور في الجمهورية الرومانية. نشأت هذه العبارة من المناقشات التي دارت في مجلس الشيوخ الروماني قبل الحرب البونية الثالثة (149-146 قبل الميلاد) بين روما وقرطاج، حيث قيل أن كاتو استخدمها كخاتمة لكل خطبه من أجل الدفع للحرب.

## تحليل نحوي
تستخدم العبارة delenda، المفرد المؤنث جملة شكل من أشكال الفعل dēlēre («لتدمير»). delenda gerundive (أو النشط السلبي في المستقبل) هي صفة لفظية يمكن ترجمتها على أنها «سيتم تدميرها». عندما يقترن شكل من أشكال الفعل ESSE («لتكون»)، فإنه يضيف عنصرا للإكراه أو ضرورة، مما أسفر عن «ليتم تدميرها»، أو، كما تقديم أكثر شيوعا، «لا بد من تدميرها». وظائف delenda gerundive بمثابة صفة المسند في هذا البناء،  والذي يعرف باسم periphrastic الغائب.
الشكل المختصر للعبارة، Carthago delenda est، عبارة عن فقرة مستقلة. وبالتالي، فإن موضوع المفرد المؤنث اسم قرطاج يظهر في القضية الاسمية. الفعل est  يعمل بمثابة عماد -رابط موضوع اسم قرطاج إلى مسند لفظية صفة delenda-والمزيد من الواردات طريقة deontic إلى شرط ككل. نظرًا لأن delenda هي صفة استنباطية فيما يتعلق بموضوع اسم Carthago، فإنه يأخذ نفس العدد (المفرد)، والجنس (المؤنث) والحالة (الاسمية) مثل Carthago.

## خلفية تاريخية
على الرغم من إنتصار روما في أول حربين بونيقيين، حيث تنافست على الهيمنة مع مدينة قرطاج البونية البحرية في شمال إفريقيا (تونس حاليًا)، إلا أنها عانت عددًا من الإذلال والانتكاسات المدمرة في هذه الاشتباكات، خاصة في معركة كاناي سنة 216 قبل الميلاد. ومع ذلك، تمكنت روما من الانتصار في الحرب البونيقية الثانية بفضل شيبيون الإفريقي في عام 201 قبل الميلاد. بعد هزيمتها لم تعد قرطاج تشكل تهديدًا لروما وتقلصت إلى منطقة صغيرة تعادل ما هو الآن شمال شرق تونس.
سنة 152 قبل الميلاد، زار كاتو الأكبر قرطاج كعضو في سفارة مجلس الشيوخ المرسلة للتحكيم في نزاع بين المدينة البونية وماسينيسا ملك نوميديا. صُدم كاتو بثروة قرطاج وهو من قدامى المحاربين في الحرب البونيقية الثانية التي اعتبرها خطرة على روما. ثم دعا بلا كلل إلى تدميرها، وأنهى جميع خطاباته بالعبارة، حتى عندما كان النقاش حول موضوع مختلف تمامًا. رفض مجلس الشيوخ اتباعه رغم ذلك، وخاصة كوركولوم - صهر سكيبيو أفريكانوس والسيناتور الأكثر نفوذاً. عارض كوركولوم الحرب من أجل الحفاظ على الوحدة الرومانية، بحجة أن الخوف من عدو مشترك كان ضروريًا لإبقاء الناس تحت السيطرة. مثل كاتو كات ينهي جميع خطاباته بنفس العبارة، قائلاً: «يجب إنقاذ قرطاج» (باللاتينية: Carthago servanda est)‏.
فاز كاتو أخيرًا في المناظرة بعد أن هاجمت قرطاج ماسينيسا وأعطت روما ذريعة حرب، حيث منعتها معاهدة السلام لعام 201 قبل الميلاد من إعلان الحرب دون موافقة روما.
في سنة 146 قبل الميلاد دمرت قرطاج بقيادة سكيبيو إيميليانوس - حفيد شيبيون الإفريقي - وتم بيع جميع سكانها المتبقين كعبيد، وأصبحت إفريقيا مقاطعة رومانية. النظرية القائلة بأن القوات الرومانية نثرت المدينة بالملح بعد ذلك هي اختراع يعود إلى القرن التاسع عشر.